# (6341) 1993 UN3
A (6341) 1993 UN3 a Naprendszer kisbolygóövében található aszteroida. Ueda Szeidzsi és Kaneda Hirosi fedezte fel 1993. október 20-án.